# Герардсберген
Герардсберген (хол. Geraardsbergen) је општина у Белгији у региону Фландрија у покрајини Источна Фландрија. Према процени из 2007. у општини је живело 31.543 становника.

## Становништво
Према процени, у општини је 1. јануара 2015. живело 32.981 становника.
| 1984.  | 2000.  | 2010. | 2015. |
| ------ | ------ | ----- | ----- |
| 30.248 | 30.945 | 32033 | 32981 |